# Чэнь Янь (1981)
Чэнь Янь (кит. упр. 陈妍, пиньинь Chén Yán; род. 27 марта 1981) — китайская пловчиха, чемпион мира.

## Биография
Чэнь Янь родилась в 1981 году в Даляне (провинция Ляонин). Плаванием начала заниматься с 1986 года, в 1990 году попала во второй состав сборной провинции, в 12-летнем возрасте — в основной состав, в 15-летнем — в национальную сборную. В 1997 году выиграла чемпионат мира по плаванию на короткой воде, в 1998 году завоевала две золотых и одну серебряную медали чемпионата мира по водным видам спорта, а также две медали Азиатских игр.